# Samsung Galaxy A80
Samsung Galaxy A80は、サムスン電子によって開発されたAndroidスマートフォンである。バンコクのGalaxyのイベントで2019年4月10日に発表され、2019年5月29日に発売された。日本向けモデルは存在せず、国内の大手電気通信事業者から発売されることはなかった。 

## 仕様

### 画面
以前の「Infinity Display」をさらに進化させた「New Infinity Display」を、サムスンのスマートフォンとして初めて搭載する。画面サイズは6.7インチで、独自技術のSuper AMOLEDを採用。 解像度はフルHDよりも若干高い1080x2400ピクセル（フルHD+）で、アスペクト比は20：9である。 

### プロセッサー
CPUは2.2 GHzの2つのコアと1.7GHzの6つのコア、合計8コアを持つ（オクタコア）Snapdragon 730 SoCを搭載する。RAMは8GB、内臓ストレージは128GBで、ストレージをマイクロSDカードで拡張することはできない。  

### カメラ
カメラは本体背面上部に横並びで3つ配置されている。画素数は中央が4800万画素、右が800万画素、左がToF（飛行時間）用である。フロントカメラそのものは搭載していないが、フロントカメラモードにすると背面のカメラ部分が上下に動いた後カメラが180°回転し、フロントカメラとして使用することが可能である。 

### ソフトウェア
OSはOne UIのAndroid 9.0（Pie）。Bixby、Samsung Pay、Samsung Health、Samsung Knoxなどのサムスン製ソフトウェアを多く搭載している。

### その他
本体サイズは165.2x76.5x9.3mmである。
バッテリー容量は3700mAhで、25Wの高速充電機能を搭載する。
フォーンプラグ（3.5mmヘッドフォンジャック）は搭載していない。